# Ifigha
Ifigha (en tifinagh : ⵉⴼⵉⵖⴰ), est une commune de la wilaya de Tizi Ouzou en Algérie, située à 52 km à l'est de Tizi Ouzou et à 13 km au sud d'Azazga.
Les villages de la commune d'Ifigha font partie de l'ancestrale Aârch (tribu) de Aït Ghobri (At Ɣubri).

## Géographie

### Localisation
La commune d'Ifigha est située à l'est de la wilaya de Tizi Ouzou. Elle est délimitée :
| Azazga  | Yakouren                       | Yakouren |
| Souamâa | Ifigha                         | Idjeur   |
|         | Illoula Oumalou et d'Aït Yahia | Bouzguen |

La commune est desservie par la RN 71 qui relie Azazga et Ain El Hammam et est traversée par la route départementale n°251 qui prend naissance au lieu-dit Taslent et va rejoindre Bouzguen.

### Climat
Ifigha possède un climat méditerranéen avec été chaud (Köppen : Csa). L'indice de Gaussen avec la relation {\displaystyle P<{2\times T}} montre que le climat à Ifigha n'est pas aride.
Les précipitations tombent pour la plupart en saison froide (janvier, qui est le mois le plus pluvieux, possède une moyenne de précipitations de 164 mm). Les étés sont secs comme tous les climats méditerranéens : juillet est le mois le plus sec avec seulement 4 mm de pluie. Il pleut en moyenne mm en une année et l'amplitude des pluies est de 160 mm, ce qui est plutôt conséquent.
La température moyenne à Ifigha est de 16 °C. Le mois le plus chaud est août avec 25,5 °C et le mois le plus froid est janvier avec 8,1 °C, ce qui donne une amplitude thermique de 17,4 °C.
| Mois                              | jan. | fév. | mars | avril | mai  | juin | jui. | août | sep. | oct. | nov. | déc. |
| --------------------------------- | ---- | ---- | ---- | ----- | ---- | ---- | ---- | ---- | ---- | ---- | ---- | ---- |
| Température minimale moyenne (°C) | 4,5  | 5,3  | 6,8  | 8,7   | 12,2 | 15,9 | 19,1 | 19,9 | 17,6 | 13,3 | 9    | 5,2  |
| Température moyenne (°C)          | 8,1  | 9,2  | 11   | 13,5  | 17,1 | 21   | 24,7 | 25,5 | 22,5 | 17,6 | 12,8 | 9    |
| Température maximale moyenne (°C) | 11,8 | 13,1 | 15,3 | 18,3  | 22,1 | 26,2 | 30,3 | 31,1 | 27,5 | 22   | 16,6 | 12,8 |
| Précipitations (mm)               | 164  | 102  | 110  | 73    | 54   | 26   | 4    | 8    | 41   | 75   | 131  | 154  |

| Diagramme climatique                                  |            |            |           |            |            |           |           |            |          |          |            |
| J                                                     | F          | M          | A         | M          | J          | J         | A         | S          | O        | N        | D          |
| 11,84,5164                                            | 13,15,3102 | 15,36,8110 | 18,38,773 | 22,112,254 | 26,215,926 | 30,319,14 | 31,119,98 | 27,517,641 | 2213,375 | 16,69131 | 12,85,2154 |
| Moyennes : • Temp. maxi et mini °C • Précipitation mm |            |            |           |            |            |           |           |            |          |          |            |

### Localités de la commune
La commune d'Ifigha est composée de onze localités :
- Achallam (Acallam) ;
- Aourir (Awrir) ;
- Bakenou ;

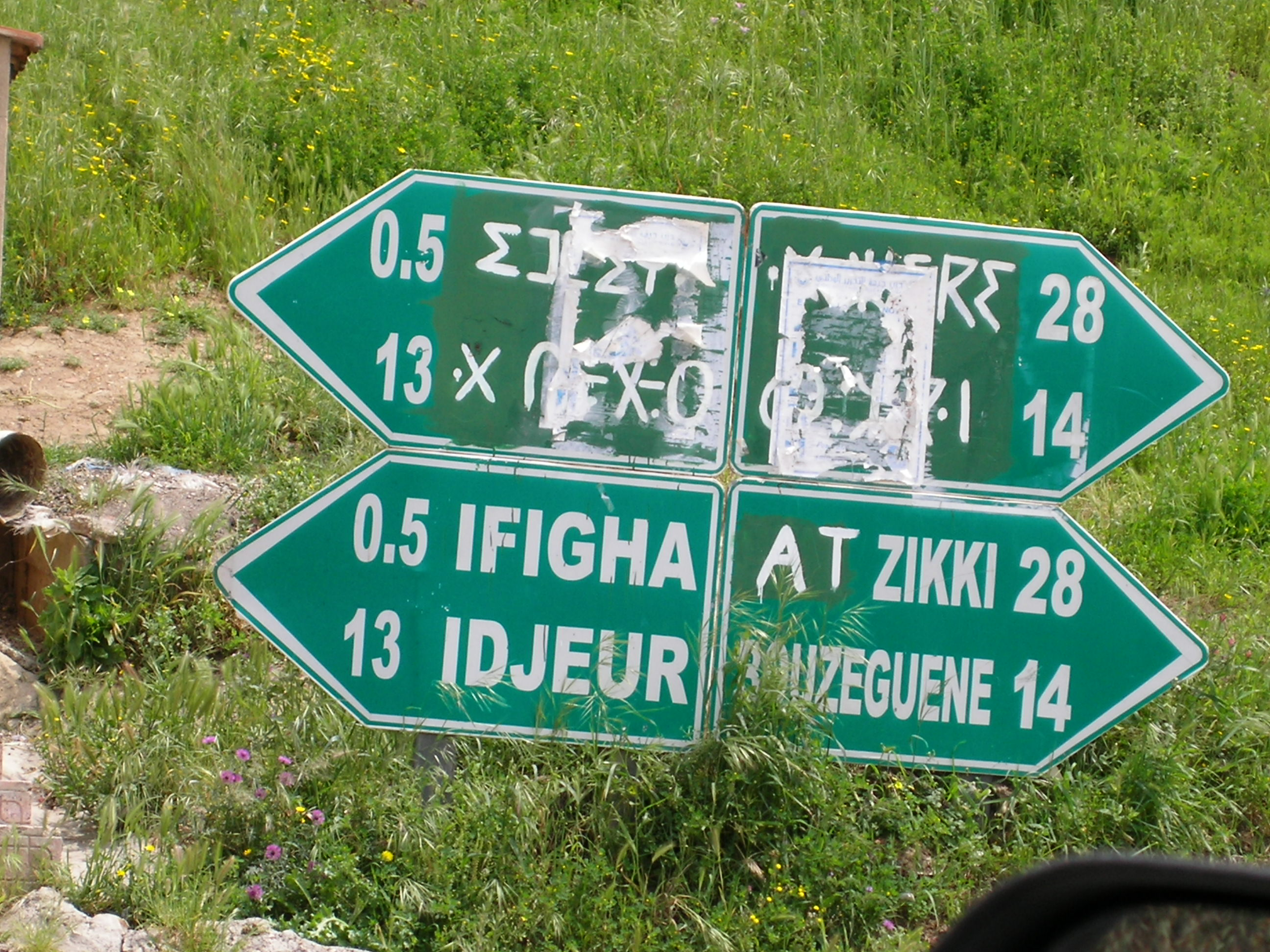
A l'entrée du village

- Ifigha (Ifiɣa), chef-lieu de la commune ;
- Ighil-Tizi,
- Ihessanène,
- Ihlalène
- Hidous (Ḥidus) ;
- Moknéa (Moqneɛa) ;
- Tabourt (Tawwurt) ;
- Tala Gala.

## Histoire
La guerre d'Algérie a touché de plein fouet ce village, une S.A.S. (section administrative spécialisée) y était installée, et le 27e Bataillon de Chasseurs alpins y avait son camp de base[réf. nécessaire].

## Personnalités liées à la commune
- Mourad Zimu

## Économie
Ifigha est une commune connue par sa culture des oliviers et sa production d'huile d'olive. Dans certains villages comme ifigha, c'est la culture des figues qui prime.
Le secteur des transports repose essentiellement sur le privé.
Le village ifigha comprend la majorité de ses habitants en France.

### Enseignement
La commune d'Ifigha compte six écoles primaires et un collège d'enseignement moyen, le C.E.M. des frères Mouici.